# Kaserne Möckern

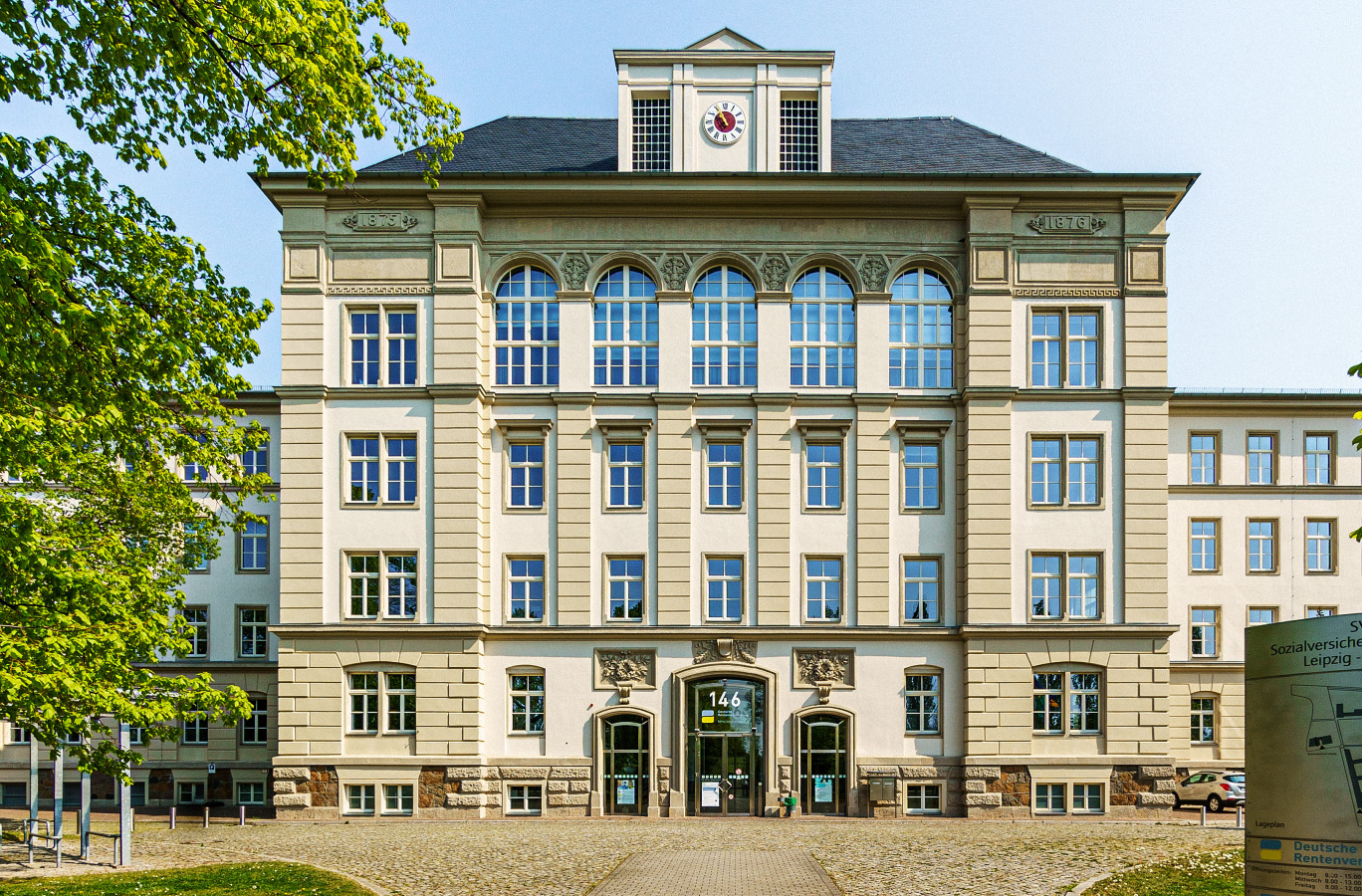
Hauptportal der Kaserne Möckern, heute Zentrale der Deutschen Rentenversicherung Mitteldeutschland (2022)

Die Kaserne Möckern – auch Möckernsche Kaserne genannt – war ein knapp 17 Hektar großes Militärgebiet im Stadtteil Möckern im Norden Leipzigs. Heute ist dort der Standort des Sozialversicherungszentrums Leipzig, das einstige Kasernengebäude ist die Zentrale der Deutschen Rentenversicherung Mitteldeutschland.
Der Kasernenbau an der Nordseite des Geländes stammt aus den Jahren 1875 (Westteil) und 1876 (Ostteil), er wurde 1877 vollendet und ist bis heute mit 345 Metern das längste Gebäude der Stadt Leipzig.

## Vorgeschichte
Das Königlich-Sächsische Kriegsministerium hatte für die Kaserne einen sanft abfallenden Höhenrücken an der Straße nach Halle (Saale) zwischen Möckern und Gohlis ausgewählt. Diese Entscheidung wurde Ausgangspunkt für weitere Kasernenansiedlungen in Leipzig-Gohlis.
Mit der Einweihung der Kaserne Möckern ging die jahrhundertelange militärische Nutzung der Pleißenburg zu Ende, welche die Stadt Leipzig 1895 vom Königreich Sachsen erwarb. Der Wert der Pleißenburg wurde im Jahre 1893 auf 4,15 Millionen ℳ (entspricht heute etwa 34,9 Millionen EUR) geschätzt. Die Stadt ließ die Burg ab 1897 abreißen und auf dem Grundstück zwischen 1899 und 1905 ihr Neues Rathaus unter Leitung von Hugo Licht errichten.

## Geschichte

### Die außergewöhnliche Kaserne

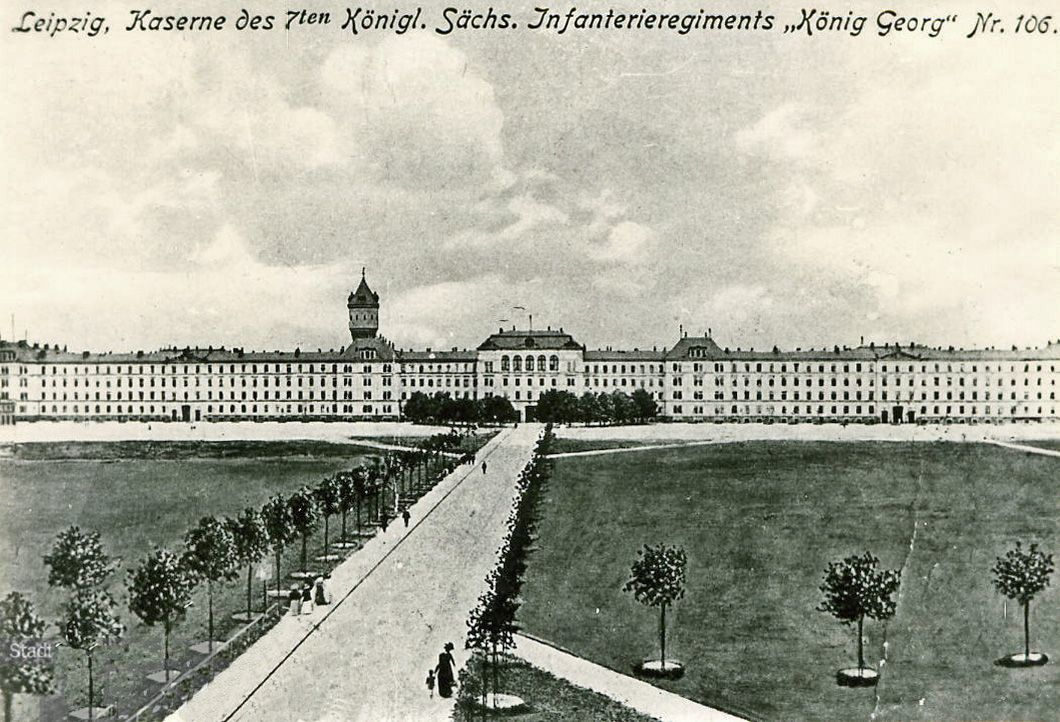
Die Kaserne um 1910

Nach den Plänen der Militär-Baudirektion Sachsen errichteten von 1875 bis 1877 die Baumeister Otto und Joachim Streib sowie Bernhard Leuthier (der auch am Bau des Neuen Johannishospitals in Leipzig beteiligt war) die Kaserne Möckern. Die Grundfläche beträgt rund 6.500 Quadratmeter, das Gebäude hat vier Stockwerke und ist unterkellert. Die Baukosten von 2.061.450,10 Mark bezahlte das Königlich-Sächsische Kriegsministerium.
Die typische gründerzeitliche Gestaltung und Gliederung des Gebäudes mit seinen ausgewogenen Proportionen sowie den barocken und klassizistischen Anklängen ist von großem ästhetischen Reiz. Seine Nutzfläche beträgt rund 18.000 Quadratmeter.
Das Hauptgebäude besteht aus Mittelbau sowie zwei Seitenbauten und ist 345 Meter lang sowie 12 Meter tief; auf der Rückseite (nordwärts zur Bahnlinie) gibt es vier rechtwinklig angefügte, gleich hohe Seitenflügelgebäude, die jeweils 30 Meter lang und 15 Meter breit sind.
Der Bau war für die Aufnahme eines kompletten Regiments (Regimentskaserne) vorgesehen. Im Erdgeschoss gab es Wohnungen für Offiziere, Militärbeamte und verheiratete Unteroffiziere, Geschäftszimmer, Unterrichtsräume und Marketendereien. In den drei Obergeschossen waren im Mittelbau Wohnungen für Offiziere und das Offizierscasino sowie in den Seitenbauten die Wohnräume der Unteroffiziere sowie die Soldatenstuben mit jeweils 16 bis 19 Mann untergebracht. Damit war diese Kaserne das Zuhause für 30 Offiziere und Beamte mit ihren Familien, 40 verheiratete Unteroffiziere mit ihren Familien sowie 1.650 Unteroffiziere und ihre Untergebenen; insgesamt also für etwa 1.800 Menschen.
Im Kellergeschoss gab es für je ein Bataillon (= vier Kompanien) eine Küche und einen Speisesaal, Wirtschaftsräume, Regiments-Unteroffizierscasino, die Küche des Offizierscasinos, Bäder für Offiziere und Mannschaften, Putzräume, Werkstätten für Büchsenmacher, Schneider und Schuhmacher sowie die Heizung mit 22 Heizmaschinen. Auf dem Dachboden befanden sich die Kleiderkammern, in den Treppenhausanbauten Toiletten und Waschräume.
In Sachsen gab es zwei derartige Regimentskasernen: in Möckern und in Zwickau (1897 abgebrannt). Offenbar überwogen jedoch im Militäralltag die Nachteile eines so groß dimensionierten Gebäudes; von da an entstand jeweils ein Kasernengebäude pro Bataillon / Abteilung oder pro Kompanie / Batterie / Schwadron.
1909 wurden für Unteroffiziere zwei Wohngebäude innerhalb der Kaserne direkt an der Hallischen Straße für 110.000 Mark errichtet.
Ab 1924 gab es umfangreiche bauliche Veränderungen auf dem Kasernengelände: Zur Lagerung der Munition entstanden vier Häuschen auf dem Exerzierplatz. Eine Kraftwagenunterkunft (= Großgarage) mit Quartier für Kraftfahrer und das Überfallkommando wurde errichtet. Auch wurden Gänge, Flure und Unterkunftsstuben der Kaserne renoviert und der Außenputz erneuert, Verheiratetenwohnungen modernisiert, Schlafsäle zu Quartieren für Beamte und zu Verheiratetenwohnungen – jeweils mit zwei oder drei Zimmern, Küche, Speisekammer und Innen-WC – umgebaut. Das Beamtenheim im Hauptgebäude wurde erweitert und verbessert, Unterrichtsräume, neue Krankenstuben und ein Röntgenraum geschaffen. 1927 entstand ein Sportplatz. Die Südseite des Exerzierhauses wurde zur Turn- und Sporthalle umgebaut.
Ab Ende der 1920er Jahre wurden die Gebäude an der Hallischen Straße von Leipzigs Finanzamt Nord sowie von der Revierpolizei genutzt.
Eine Übersicht vom August 1950 listet für die Kaserne an der nun in Georg-Schumann-Straße umbenannten Halleschen Straße ein Steingebäude (Hauptgebäude) mit 4.072 Quadratmeter Fläche und einer Aufnahmekapazität von 773 Mann, fünf weitere Dienstgebäude mit 1.132 Quadratmeter Fläche, eine Küche mit Speisesaal, 33 Unterrichtsräume, ein Magazingebäude sowie eine Turnhalle auf. Das Land Sachsen übereignete das Gelände am 15. Oktober 1950 dem Ministerium des Innern der DDR, Hauptverwaltung Ausbildung. In der Kaserne siedelte sich die Führung der Territorialen Verwaltung Leipzig an.
Am 1. September 1953 wurden in der Kaserne das 1. MotAKommando der Bereitschaft Halle, was einem Infanterieregiment entsprach, und die Nachrichtenabteilung der TV Süd aufgestellt. Mit dem Stab und den beiden Truppenteilen waren in der Kaserne 488 Offiziere, 614 Unteroffiziere und 751 Soldaten untergebracht.

### Selbständiger Gutsbezirk
Die Kaserne an der Halleschen Straße (ab 1928 Hallische Straße = heutige Georg-Schumann-Straße) lag zu ihrer Bauzeit außerhalb des Stadtgebiets von Leipzig, was infolge damaliger Auseinandersetzungen eine bewusste Entscheidung des Sächsischen Kriegsministers Alfred von Fabrice gegen Leipzig als Kasernenstandort war.

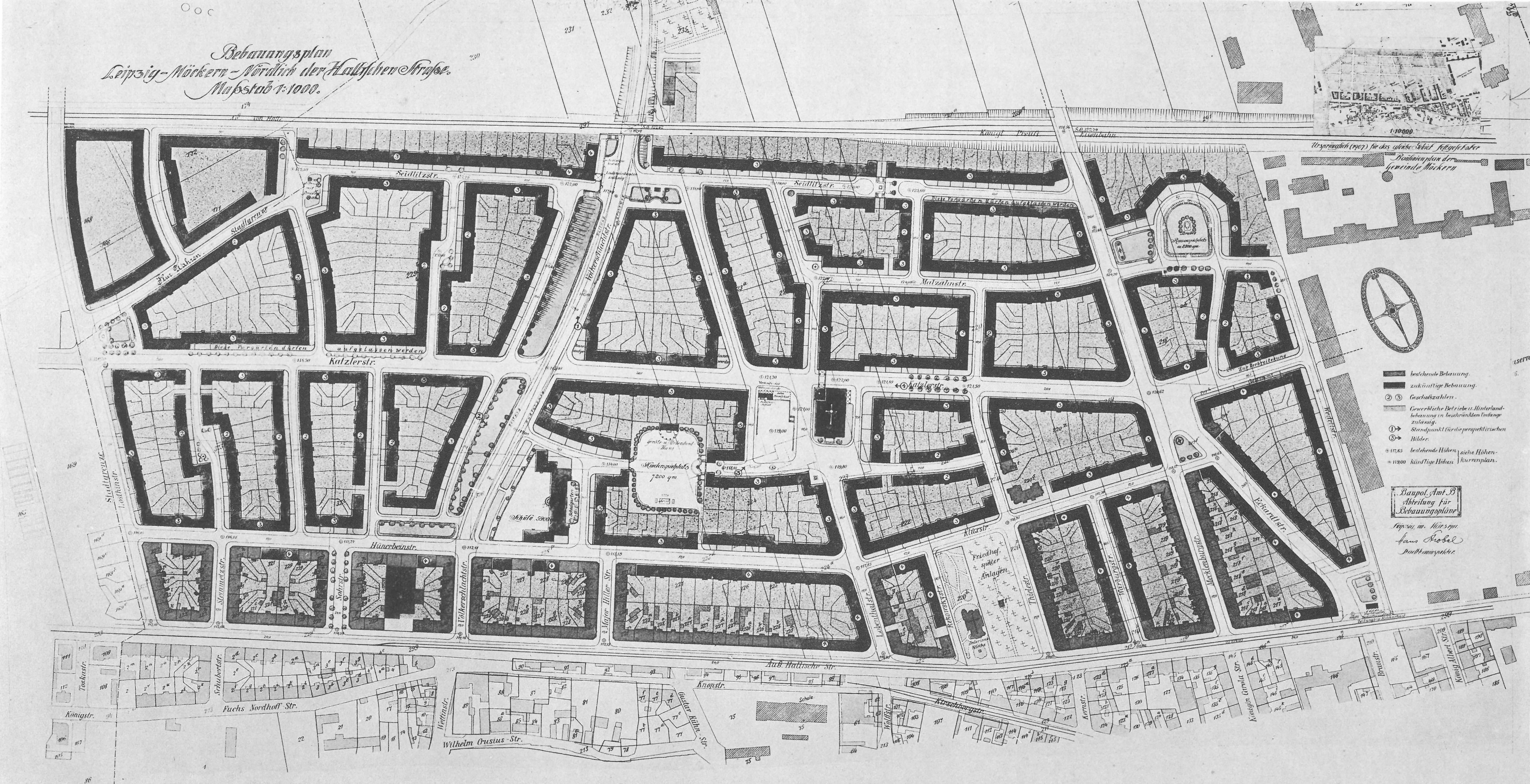
Bebauungsplan für Möckern vom März 1911, am rechten Kartenrand Teile der Kaserne Möckern

Von 1875 (nach anderer Quelle: ab 27. Juli 1882) bis 1925 bildete das ausgemeindete Flurstück 214 mit der Kaserne den rechtlich selbständigen Gutsbezirk Kaserne Möckern, der damit weder der Gemeinde Möckern noch der Stadt Leipzig unterstand. Das blieb auch so nach der Eingemeindung Möckerns zu Leipzig am 1. Januar 1910: Die Stadt Leipzig und das sächsische Kriegsministerium verankerten diesen Status im Vertrag vom 29. Juni 1911.

### Entwicklung
Ab 24. März 1877 traf das 7. Königlich-Sächsische Infanterie-Regiment „Prinz Georg“ Nr. 106 (später „König Georg“) aus Chemnitz in Möckern ein.
Es bestand aus einem Stab und drei Bataillonen zu je vier Kompanien und umfasste 88 Offiziere und höhere Militärbeamte, 254 Feldwebel und untere Beamte, 87 Musiker und 2.959 Unteroffiziere, Soldaten, Sanitäter, Radfahrer und andere Mannschaften. Bis 24. März 1914 war das Regiment in der Kaserne stationiert.
Die Uniform der sächsischen Infanterieregimenter war 1876 den preußischen angeglichen worden. Wichtigstes Unterscheidungsmerkmal der 106er waren zwei in Spiegelschrift verschlungene „G“ (= Georg) auf den Schulterklappen, die das Regiment als Auszeichnung von Prinz Georg erhalten hatte. Wegen dieser beiden „G“ wurde es im Volksmund als „Brezelregiment“ und seine Angehörigen wurden als „Brezeljungs“ bezeichnet. Chef des Regiments war Kronprinz Georg von Sachsen (1893–1943).
Das Infanterieregiment 106 unterstand dem XII. (Königlich-Sächsischen) Armeekorps (Dresden) (24. Division (2. königlich sächsischen), Leipzig / 4. Infanteriebrigade Nr. 48, Leipzig). 1896 wurde aus den IV. Bataillonen der Infanterieregimenter 106 und 107 das I. Bataillon des 14. Infanterieregiments 179, das nach Wurzen verlegt wurde.
Während des Ersten Weltkrieges diente die Kaserne von 1914 bis 1918 zur Aufnahme von Ersatz- und Ausbildungstruppen und als Reservelazarett. Von 1920 bis 1935 waren in der Kaserne bis zu zwölf Sicherheitskompanien untergebracht, von 1952 bis 1956 die Kasernierte Volkspolizei.
Die am 7. Oktober 1964 in „Georg Schumann“ umbenannte Kaserne wurde von 1956 bis nach der Friedlichen Revolution in Leipzig von Einheiten der Nationalen Volksarmee genutzt und endete direkt nach der Deutschen Einheit am 3. Oktober 1990; von 1990 bis 1991 unterstand sie der Bundeswehr.

### Chronik
| 1875 bis 1877            | Bau der Kaserne |
| 1. April 1877            | Übergabe an das 7. Infanterieregiment Nr. 106 |
| 27. Juli 1882            | Bildung eines selbständigen Gutsbezirkes |
| 1895                     | Bau der Gebäude als „Barackenkaserne“ |
| 24. Juni 1902            | Das Regiment „Prinz Georg“ erhält mit dem neuen König Georg den Namen „Königs-Infanterieregiment Nr. 106“.                                                                                   |
| 21. April 1904           | Das Regiment erhält von Friedrich August III. den Namen „7. Infanterieregiment König Georg Nr. 106“.                                                                                         |
| 2. Dezember 1911         | Ein Brand in der Kaserne verursacht einen Schaden von ca. 500.000 Mark. |
| 22. Februar 1914         | Die Kaserne erhält den Namen „König-Georg-Kaserne“. |
| 16. November 1914        | Errichtung eines Reservelazaretts |
| 16. November 1918        | Bildung von Sicherheitskompanien |
| 1. Juni 1920             | Die Landessicherheitspolizei bezieht die Kaserne. |
| 1. April 1925            | Eingemeindung der Kaserne nach Leipzig |
| März 1942                | In der Kaserne befindet sich das Heimat-Pferde-Lazarett 104 und die Sanitätsersatzabteilung sowie das Standortbataillon zbV.                                                                 |
| 28. Mai 1944             | Beim Luftangriff wird das Hauptgebäude der Kaserne von Bomben beschädigt. |
| 19. April 1945           | Die Kaserne wird von amerikanischen Truppen der 2. Infanteriedivision eingenommen und wird Sammelstelle für Flüchtlinge.                                                                     |
| 13. April 1946           | Die Kaserne wird Rückkehrerlager für deutsche Soldaten (Quarantänelager). |
| 10. August 1948          | In der Kaserne wird die Volkspolizeibereitschaft Sachsen aufgestellt. |
| 16. Juni 1952            | Die VP-Bereitschaften werden von der Kasernierten Volkspolizei übernommen. |
| 28. Juni 1956            | Bildung der Leipziger Truppenteile der NVA: In der Kaserne befinden sich der Stab des Militärbezirkes III sowie das MotSchützenregiment 16 (MSR 16) und NB 3.                                |
| 30. November 1956        | Aufstellung des Standortmusikkorps Leipzig in der Kaserne |
| 1. September 1957        | Umformierung des MSR 16 zum Ausbildungsregiment 16 zur vier- bis sechswöchigen militärischen Grundausbildung für 3.611 Studenten und Fachschüler (ab 1. Dezember 1958 wieder Linienregiment) |
| 7. Oktober 1964          | Die Kaserne erhält den Namen „Georg-Schumann-Kaserne“. |
| Oktober 1972             | Das MSR 16 wird nach Bad Frankenhausen verlegt. |
| 11. Oktober 1979         | Einweihung eines Ehrenmals für Georg Schumann |
| 5. Oktober 1990          | Auflösungsappelle der NVA und Übernahme der Kaserne von der Bundeswehr |
| 29. April 1991           | Übergabe der Kaserne an die Treuhand zur zivilen Nutzung |
| Quelle: Kürschner (1999) | |

## Jüngere Vergangenheit und Gegenwart
Am 29. April 1991 wurde das Gelände samt Kaserne der Treuhand zur zivilen Nutzung übergeben. Die damalige Landesversicherungsanstalt Sachsen erwarb das Gelände und machte die Kaserne, die schrittweise umfassend saniert wurde, zu ihrem Hauptverwaltungssitz.
In enger Abstimmung mit dem Amt für Denkmalschutz wurden die Fassaden und die Schieferdeckung vollständig erneuert. Im exponierten Mittelbau des Hauptgebäudes wurden Vorstands- und Sitzungsbereiche sowie die Bibliothek untergebracht, für größere Versammlungen gibt es den großen Sitzungssaal in der vierten Etage.
Zu den aufwändigsten Arbeiten zählten der vollständige Ersatz der einstigen Holzbalkendecken durch Stahlbetondecken sowie die Sanierung des bis zu 80 Zentimeter starken Ziegelmauerwerks. Der Innenausbau und die Haustechnik wurden komplett erneuert. Die Arbeiten erfolgten in zwei Bauabschnitten.
Angrenzend entstand das Sozialversicherungszentrum Leipzig als Behördenzentrum. Das 168.374 Quadratmeter große Grundstück der bisherigen Kaserne Möckern wurde von 1996 bis 1999 zum öffentlichen Park umgestaltet.

## Trivia
Wilhelm Hasselmann hielt im März 1881 eine Rede bei einem „Communisten-Bankett“ in New York, in der er seine Sympathie für das am 13. März stattgefundene Attentat auf Zar Alexander II. ausdrückte. Seine Rede wurde auch in Leipzig tausendfach verbreitet. Deshalb wurde die Kaserne Möckern „von einem Militär-Cordon umzingelt und einer genauen Durchsuchung unterworfen“, wobei in „vielen Tornistern“ Exemplare der Rede sowie „andere socialistische Flugschriften“ gefunden wurden.
Im Sommer 1899 wurden auf dem Gelände der Kaserne „acht große Scelette“ ausgegraben. Obwohl den Toten weder Bekleidung noch Waffen beigegeben waren, konnten sie aufgrund der noch vorhandenen glatten Uniformknöpfe als preußische Soldaten identifiziert werden, die während der am 16. Oktober 1813 in Möckern stattgefundenen Kämpfe im Rahmen der Völkerschlacht bei Leipzig gefallen sein mussten. Die Gebeine wurden auf dem Kasernengelände beigesetzt.
Am 2. Dezember 1911 vernichtete ein Feuer in der Kaserne Möckern Vorräte und Einrichtungen im Wert von mehr als 1,5 Millionen ℳ (heutiger Gegenwert etwa 10,3 Millionen EUR).
Ein weiterer Brand brach am 16. August 1928 gegen 5.00 Uhr im Dachstuhl des – zu diesem Zeitpunkt bereits als Polizeikaserne genutzten – Gebäudes aus. Man ging von Brandstiftung aus politischen Motiven aus, weil nach den Ermittlungen „über zwei Stockwerke hinweg 12 Brandherde mittels Hartspiritus und Holzwolle gelegt“ worden waren. Außerdem war überwiegend der Teil des Dachstuhls betroffen, „in dessen Flügel die zum Roten Treffen in Mitteldeutschland herangezogenen deutschen Polizeibeamten untergebracht“ waren. Neun Personen wurden verhaftet. Die Dachstühle des Mittelgebäudes und eines Seitenflügels wurden stark zerstört.

## Bilder

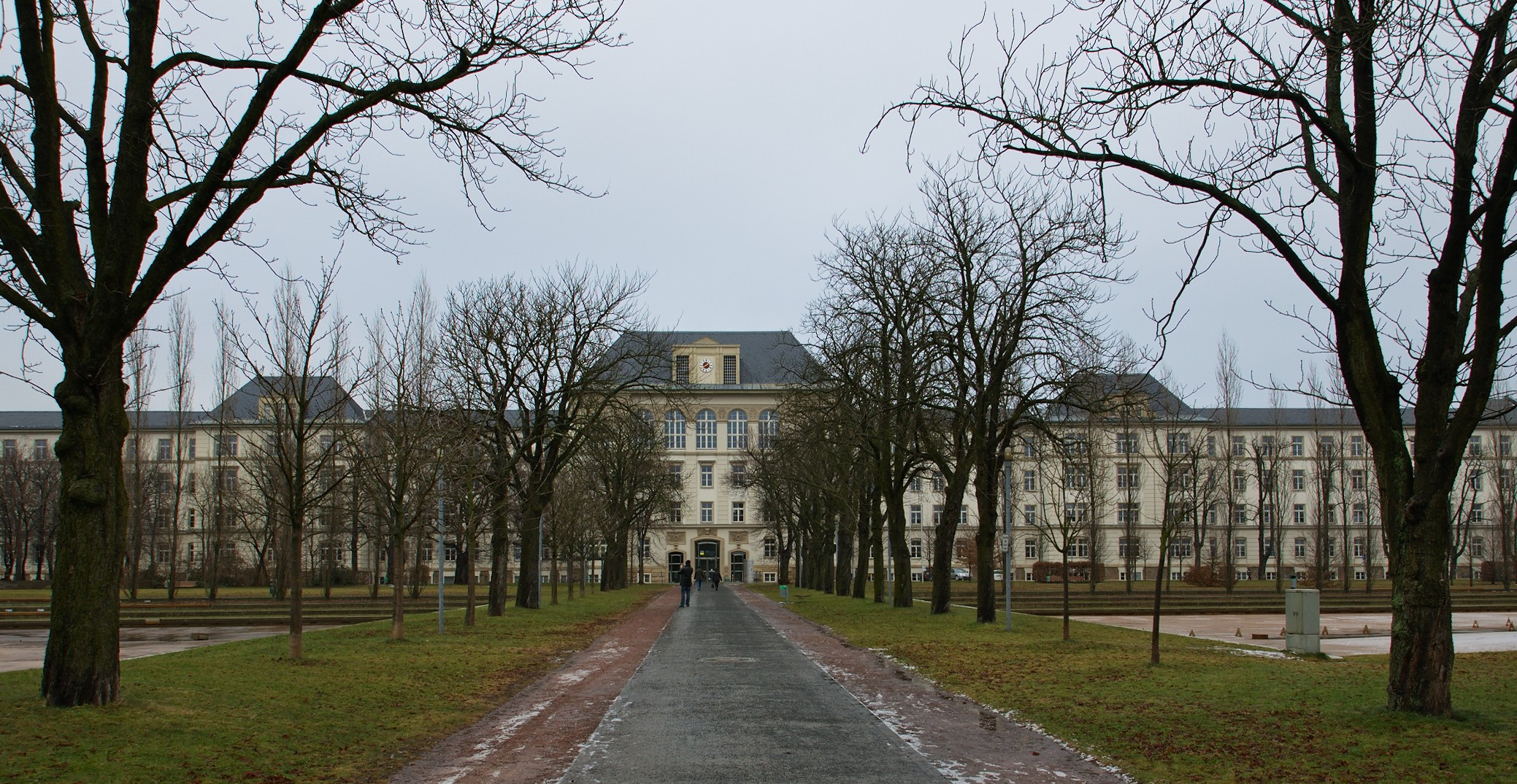
Ehemals Kaserne, jetzt Rentenversicherung als Teil des Sozialversicherungszentrums (SVZ)
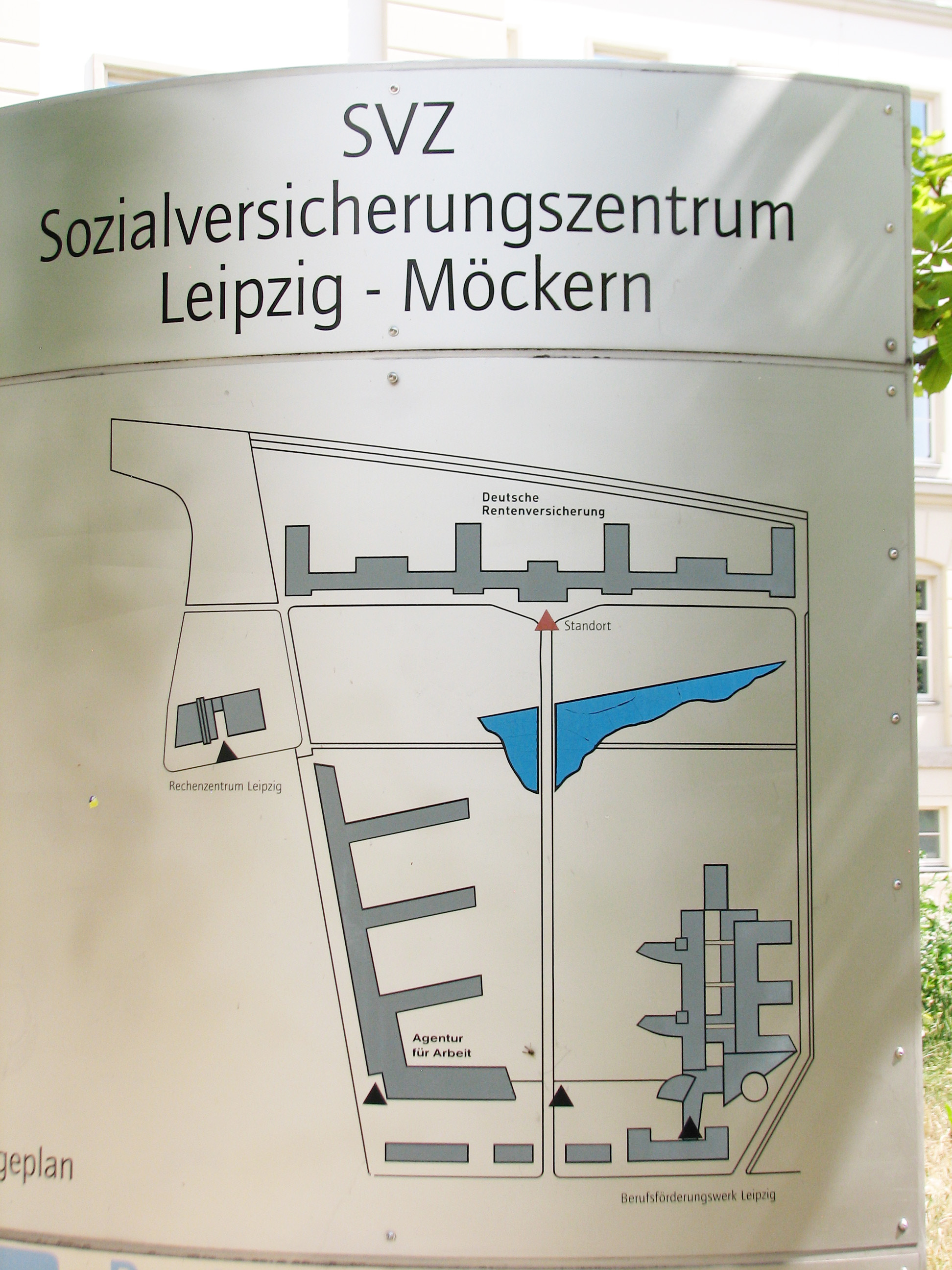
Übersichtsplan Sozialversicherungszentrum Leipzig
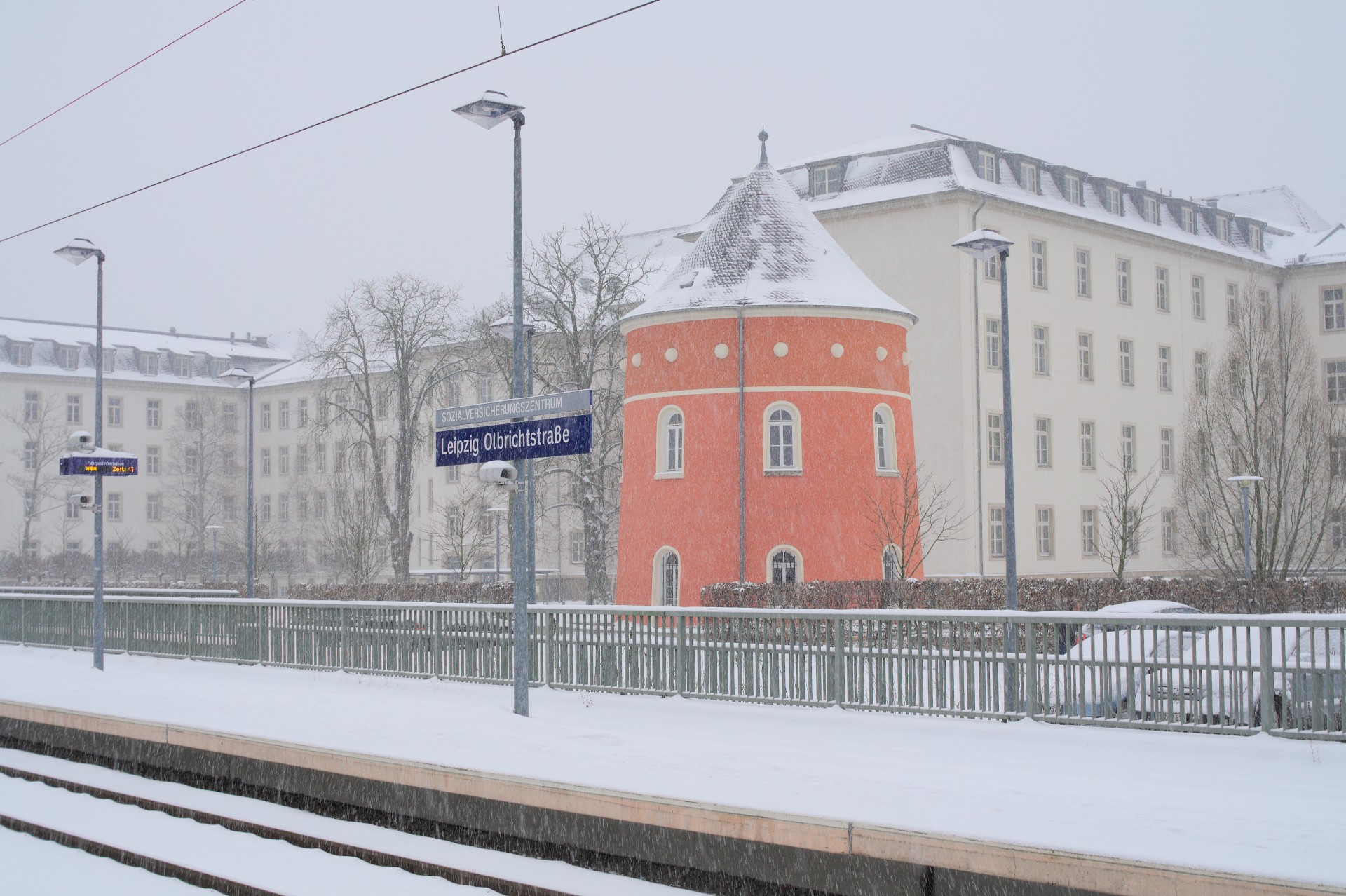
S-Bahn-Haltestelle Olbrichtstraße/SVZ mit Rückseite des Kasernenbaus und Wasserturm
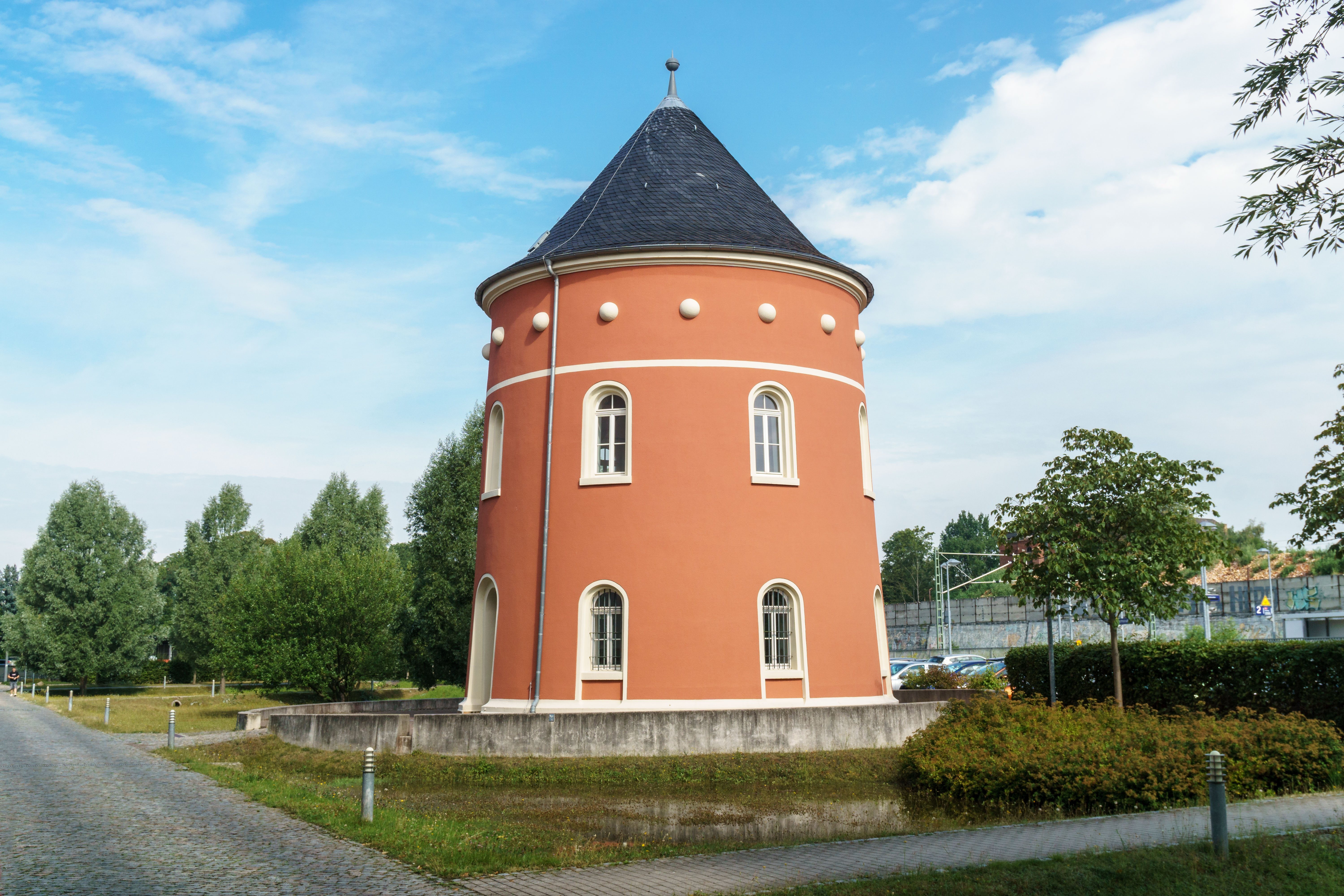
Wasserturm der Kaserne Möckern (nördlich hinter der Kaserne), jetzt Fahrradgarage
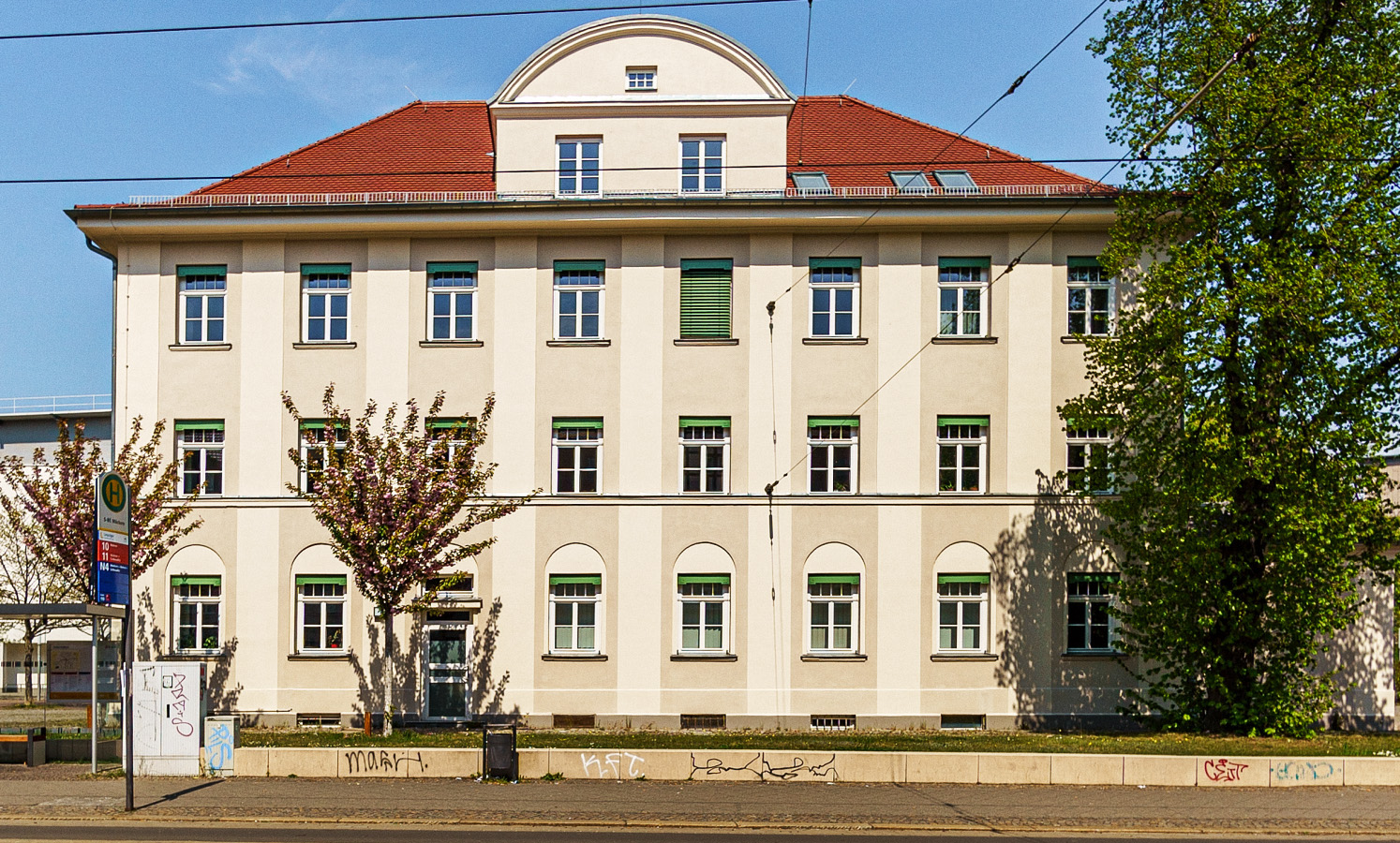
Unteroffizierswohnhaus von 1909, jetzt Gebäude der Arbeitsagentur Leipzig
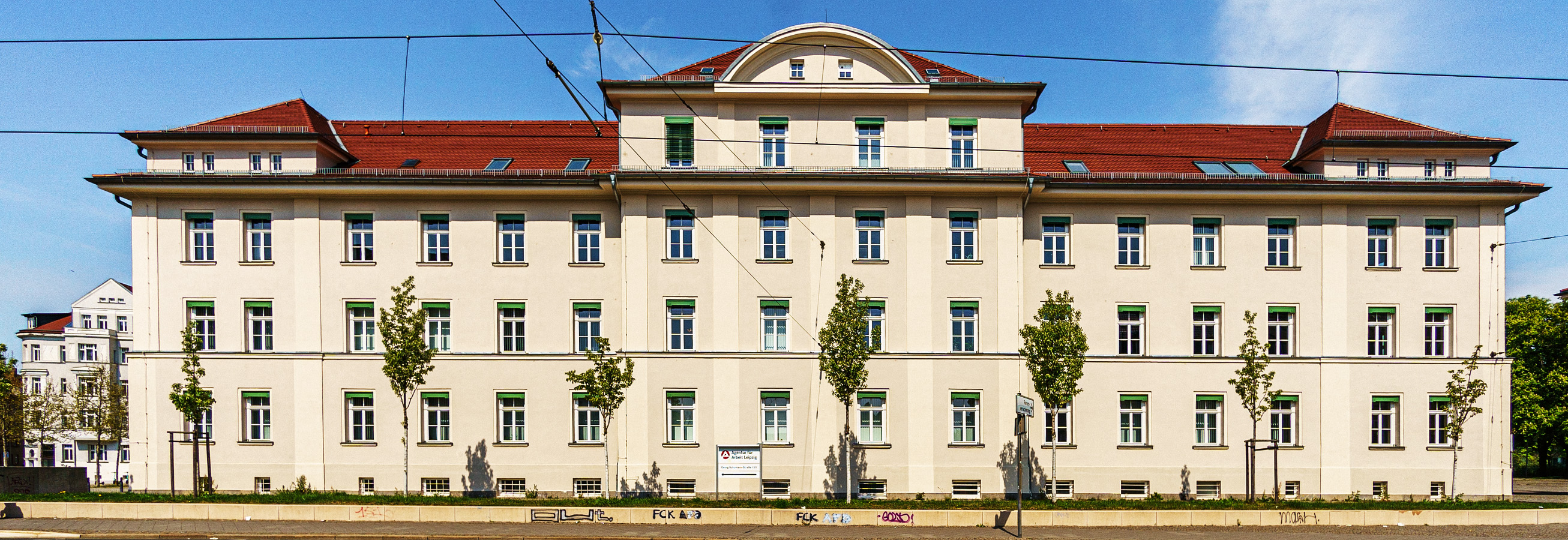
Unteroffizierswohnhaus von 1909, jetzt Gebäude der Arbeitsagentur Leipzig